# Список вулканів у Сирії
Список діючих і згаслих вулканів у Сирії.
| Назва             | Висота над рівнем моря в метрах | Висота над рівнем моря в футах | Координати                                                | Останнє виверження                       |
| ----------------- | ------------------------------- | ------------------------------ | --------------------------------------------------------- | ---------------------------------------- |
| Ес Сафа           | 979                             | 3212                           | 33°15′ пн. ш. 37°04′ сх. д. / 33.25° пн. ш. 37.07° сх. д. | 1850 н. е. ± 10 років                    |
| Голанські висоти  | 1197                            | 3927                           | 33°06′ пн. ш. 35°58′ сх. д. / 33.10° пн. ш. 35.97° сх. д. | Дата невідома Недавніх вивержень не було |
| Джебель-аль-Друз  | 1803                            | 5915                           | 32°40′ пн. ш. 36°26′ сх. д. / 32.66° пн. ш. 36.43° сх. д. | Дата невідома Недавніх вивержень не було |
| Шарат Ковакаб     | 534                             | 1752                           | 36°32′ пн. ш. 40°51′ сх. д. / 36.53° пн. ш. 40.85° сх. д. | Дата невідома Недавніх вивержень не було |
| Безіменний вулкан | Приблизно 1050                  | 3445                           | 33°00′ пн. ш. 36°38′ сх. д. / 33.00° пн. ш. 36.63° сх. д. | 2670 до н. е. ± 200 років                |
| Безіменний вулкан | Невідома                        | Невідома                       | 36°40′ пн. ш. 37°00′ сх. д. / 36.67° пн. ш. 37.00° сх. д. | 1222 н. е.                               |